# Исмагилово (Аургазинский район)
Исмагилово (баш. Исмәғил) — село в Исмагиловском сельсовете Аургазинского района Республики Башкортостан России. Население на 1 января 2009 года составляло 905 человек.

## Географическое положение
Расстояние до:
- районного центра (Толбазы): 19 км,
- ближайшей железнодорожной станции (Белое Озеро): 38 км

## История
Основано в 1600 году на левом берегу у небольшой реки Узени.
В «Списке населенных мест по сведениям 1870 года», изданном в 1877 году, населённый пункт упомянут как деревня Исмагилова 1-го стана Стерлитамакского уезда Уфимской губернии. Располагалась при речке Узяне, по правую сторону Оренбургского почтового тракта из Стерлитамака в Уфу, в 59 верстах от уездного города Стерлитамака и в 15 верстах от становой квартиры в деревне Толбазы (Адиль-Муратова). В деревне, в 135 дворах жили 1088 человек (562 мужчины и 526 женщин, татары, мещеряки), были мечеть, училище. Жители занимались земледелием, скотоводством, лесным промыслом.

## Население
| 2002 | 2009 | 2010 |
| ---- | ---- | ---- |
| 828  | ↗905 | ↗918 |

Татары, башкиры, русские.

## Инфраструктура
В селе восемь улиц: Ленина, Советская, Комсомольская, 7 Ноября, Карла Маркса, Молодёжная, Узеньская, Центральная.
Расположены дом культуры, школа, детский сад, отделение «Почты России» (Центральная ул.).
Установлен памятник Неизвестному солдату.
В селе находится три парка. На северной окраине бьёт родник Юкале. На реку Узени впадала река Убыр-Куль, на русле реки один за другим расположены три пруда. В центре Исмагилова расположено озеро Торна-Куагы (Журавлиный Куст).
Экономика представлена предприятием по упаковке чая, молочным комплексом, молокоприемным пунктом.
Местность к северу от села холмистая, лесостепная, к югу простираются поля. Горы имеют старые названия Карагайлык, Кылыч-Тау, Ялан-Тау, Думбердаук. По легенде старожилов когда-то в этих местах проходили ожесточенные бои как в годы Пугачевского восстания, так и в годы Гражданской войны. Об этом напоминают названия близлежащих озёр Пугач-Куль, Кара-Куль. В окрестностях села река Баянды впадает в Узень.

## Религия
В селе есть мечеть.

## Известные уроженцы
- Рамазан Муллагалиевич Байтимеров (1923—1989) — татарский поэт, автор текста известного стихотворения и песни «Туган ягым» («Родная сторона» или «Родной край»), которые стали основой действующего Государственного гимна Республики Татарстан (музыка Рустема Яхина).